# Naturschutzgebiet Große Heide
Koordinaten: 50° 57′ 38″ N, 6° 4′ 15″ O
Das Naturschutzgebiet Große Heide liegt auf dem Gebiet der Stadt Geilenkirchen im Kreis Heinsberg in Nordrhein-Westfalen.
Das Gebiet erstreckt sich westlich der Kernstadt von Geilenkirchen und nordwestlich von Teveren, einem Ortsteil von Geilenkirchen. Östlich des Gebietes verlaufen die Kreisstraße K 3 und die B 56, nördlich erstreckt sich das etwa 14,6 ha große  Naturschutzgebiet Pannenschopp.

## Bedeutung
Das etwa 17,5 ha große Gebiet wurde im Jahr 1993 unter der Schlüsselnummer HS-014 unter Naturschutz gestellt. Schutzziele sind der Erhalt und die Entwicklung der bestehenden Dünen, Sandmagerrasen und Heiden.